# Vicario imperial

Escudo de armas de Augusto III de Polonia como vicario del Sacro Imperio Romano Germánico

Un vicario imperial (Reichsvikar) era una príncipe encargado de administrar todo o parte del Sacro Imperio Romano Germánico por encargo del emperador. Más tarde, un vicario imperial fue invariablemente uno o dos príncipes encargados de la Bula de oro con la administración del Sacro Imperio durante un interregno.
El Sacro Imperio no tenía una ley de sucesión prefijada. Cuando un rey o un emperador romano germánico moría, si no se había elegido a un rey de romanos, no habría emperador durante meses hasta que los electores, o sus representantes, pudieran reunirse para una nueva elección imperial. En esos momentos, las instituciones imperiales aún requerían supervisión. Esto era lo que hacían dos vicarios imperiales. Cada uno, según la Bula de oro, era "el administrador del imperio en sí mismo, con el poder de enjuiciar, presentar beneficios eclesiásticos, recaudar impuestos e investir feudos, recibir juramentos de fidelidad por y en nombre del sacro imperio". Todos los actos de los vicarios estaban condicionados a su ratificación por el rey o emperador que se eligiera. En muchas ocasiones, sin embargo, no había interregno, pues un nuevo rey había sido elegido en vida del emperador precedente.
El vicariato acabó asociado con dos condes palatinos: el duque y elector de Sajonia (que también desempeñaba el cargo de conde palatino de Sajonia) era vicario en zonas que estaban regidas por la ley sajona (Sajonia, Westfalia, Hanóver), y la Alemania septentrional). El conde palatino del Rin, también un elector, era vicario en el resto del imperio (Franconia, Suabia, el Rin, y la Alemania meridional). La Bula dorada de 1356 confirmó la posición de los dos electores.
Las disputas sobre el electorado del Palatinado desde 1648 hasta 1777 llevaron a confusión respecto a quién era el vicario legítimo. En 1623, el Electorado del Palatinado fue transferido al duque (y a partir de ahí elector) de Baviera. Sin embargo, en 1648 se creó un nuevo Electorado para el conde palatino del Rin restaurado, lo que llevó a disputas entre los dos respecto a quien de los dos era vicario. En 1657, ambos pretendieron actuar como vicarios, pero el vicario sajón reconoció al elector de Baviera. En 1711, mientras el elector de Baviera estaba proscrito del imperio, el elecor palatino actuó de nuevo como vicario, pero su primo fue restaurado en su cargo tras la restauración tres años después. En 1724, los dos electores pactaron actuar conjuntamente como vicarios, pero la dieta imperial rechazó el acuerdo. Finalmente, en 1745, los dos acordaron actuar alternativamente como vicarios, empezando por Baviera. Este acuerdo fue aprobado por la dieta imperial de Ratisbona en 1752.  En 1777 la cuestión devino innecesaria cuando el elector palatino heredó Baviera.
En 1806, el emperador Francisco II abdicó del trono imperial y declaró la disolución del Sacro Imperio Romano Germánico a la vista de las derrotas frente a Francia y la defección del Imperio de gran parte de la Alemania meridional y occidental del Imperio para unirse a la nueva Confederación del Rin. Su decisión de declarar la disolución del Imperio así como de abdicar pretendía, al menos en parte, impedir un interregno con gobierno por los vicarios imperiales, que temía que diera como resultado la elección de Napoleón como emperador.

## Lista de vicarios imperiales 1437-1792
| Comienzo del interregno                            | Fin del interregno                               | Duración          | Duque de Sajonia                         | Conde palatino del Rin              |
| -------------------------------------------------- | ------------------------------------------------ | ----------------- | ---------------------------------------- | ----------------------------------- |
| 9 de diciembre de 1437 Fallecimiento de Segismundo | 18 de marzo de 1438 Elección de Alberto II       | 3 meses, 9 días   | Federico II, elector de Sajonia          | Luis IV, elector palatino           |
| 27 de octubre de 1439 Fallecimiento de Alberto II  | 2 de febrero de 1440 Elección de Federico III    | 3 meses, 6 días   | Federico II, elector de Sajonia          | Luis IV, elector palatino           |
| 12 de enero de 1519 Fallecimiento de Maximiliano I | 17 de junio de 1519 Elección de Carlos V         | 5 meses, 5 días   | Federico III, elector de Sajonia         | Luis V, elector palatino            |
| 20 de enero de 1612 Fallecimiento de Rodolfo II    | 13 de junio de 1612 Elección de Matías           | 4 meses, 24 días  | Juan Jorge I, elector de Sajonia         | Federico V, elector palatino        |
| 20 de marzo de 1619 Fallecimiento de Matías        | 28 de agosto de 1619 Elección de Fernando II     | 5 meses, 8 días   | Juan Jorge I, elector de Sajonia         | Federico V, elector palatino        |
| 2 de abril de 1657 Fallecimiento de Fernando III   | 18 de julio de 1658 Elección de Leopoldo I       | 15 meses, 16 días | Juan Jorge II, elector de Sajonia        | Fernando María, elector de Baviera  |
| 17 de abril de 1711 Fallecimiento de José I        | 12 de octubre de 1711 Elección de Carlos VI      | 5 meses, 25 días  | Federico Augusto I, elector de Sajonia   | Juan Guillermo, elector palatino    |
| 20 de octubre de 1740 Fallecimiento de Carlos VI   | 14 de enero de 1742 Elección de Carlos VII       | 14 meses, 25 días | Federico Augusto II, elector de Sajonia  | Carlos Alberto, elector de Baviera  |
| 20 de enero de 1745 Fallecimiento de Carlos VII    | 13 de septiembre de 1745 Elección de Francisco I | 7 meses, 24 días  | Federico Augusto II, elector de Sajonia  | Maximiliano III, elector de Baviera |
| 20 de febrero de 1790 Fallecimiento de José II     | 30 de septiembre de 1790 Elección de Leopoldo II | 7 meses, 10 días  | Federico Augusto III, elector de Sajonia | Carlos Teodoro, elector de Baviera  |
| 1 de marzo de 1792 Fallecimiento de Leopoldo II    | 5 de julio de 1792 Elección de Francisco II      | 4 meses, 4 días   | Federico Augusto III, elector de Sajonia | Carlos Teodoro, elector de Baviera  |

## Vicario imperial para provincias en particular
En los primeros siglos del imperio, los vicarios imperiales fueron nombrados de vez en cuando para administrar uno de los reinos de Alemania, Italia o Arlés que formase parte del imperio. Este era, de hecho, un cargo diferente. 
En ausencia de un emperador, el derecho de nombrar vicarios para las provincias lo ejercía el Papa. Esto no debe hacer que se confunda con el cargo eclesiástico de vicario.